# 泰山職業訓練場
泰山訓練場（泰山職訓中心、泰山職訓）是勞動部勞動力發展署北基宜花金馬分署的所屬訓練場，位於新北市泰山區明志科技大學後方，1968年成立。主要提供職前訓練、訓練研究發展及推廣業務、台德菁英專案計畫、辦理資訊軟體人才、新興重點發展產業科技人才職業訓練業務。

## 沿革

### 大事紀
- 1968年4月4日，中華民國與聯合國發展方案簽訂《工業職業訓練服務計畫執行書》，成立財團法人工業職業訓練協會。訓練服務計畫為期四年。
- 1972年4月7日，訓練服務計畫期滿，由中華民國人繼續推展職訓工作。
- 1977年1月5日，職業訓練師資養成班，招收高工畢業程度役畢青年，施訓一年。
- 1981年7月1日，改隸內政部職業訓練局，命名為泰山職業訓練中心，培訓職業訓練師資。
- 1982年2月15日，開辦在職技術人員進修訓練。
- 1983年6月19日，開辦職業訓練師資進修及補充訓練。
- 1985年10月5日，開辦工業電子電機技術員訓練，並與國立臺北工業專科學校（今國立臺北科技大學）簽訂建教合作。並引進德國西門子技術和訓練，由西門子派顧問來台協助訓練，期間為3年。而泰山職業訓練中心並派一批訓練師赴德國培訓。
- 1987年8月1日，改隸行政院勞工委員會職業訓練局。
- 1990年6月16日，委託辦理馬來西亞華文獨立中學技術教師師資進修訓練。8月8日，外交部海外技術合作委員會委託辦理菲律賓德拉薩大學教師技術進修訓練。
- 1992年2月17日，與外交部、經濟部合作辦理「海外職業訓練技術合作計劃職業訓練師進修訓練」，計有哥斯大黎加等八個國家25位職訓師訓練。11月3日，執行行政院頒「第三期加強推動職業訓練六年計畫」，設立媒體製作股，籌劃發展較高層次以經濟能力為主之訓練。
- 1993年2月15日，辦理中南美洲哥斯大黎加等4國職業訓練師進修訓練。
- 1998年3月10日，完成任務調整三年計畫，塑造「3Q Very Much」中心願景。4月4日，《泰山職訓學報》創刊。
- 1999年5月31日，榮獲ISO 9001國際品保認證通過。
- 2000年8月1日，接受國際合作發展基金會委託辦理海外職業訓練師進修訓練訓練。
- 2001年7月30日，開辦全國首創甲級專案技能檢定。
- 2003年，陸續辦理失業者短期訓練、職業訓練券研習訓練、中等學校畢業生職前訓練、社區研習訓練、新增職類委外訓練、遊民訓練。
- 2004年，提升數位能力研習訓練、原住民專案訓練、婦女專案訓練及創業研習、失業者訓用合一職前訓練、補助台北市政府及台北縣政府辦理訓練、《就業保險法》失業者職前訓練、職業訓練師轉型進修訓練、廠商進駐辦理訓練、外國職業訓練師培訓及「台德菁英計畫」雙軌制訓練等職業訓練工作。
- 2005年1月1日，依照行政院勞工委員會政策進行第二次轉型，區域運籌中心轉型成為「職業訓練研究發展及推廣中心」，以辦理執行面、技術性的職業訓練研究發展及推廣業務。
- 2006年，《訓練與研發》創刊號。
- 2008年~2015年辦理「職業訓練師資教學專業知能」培訓，總時數為300小時。2008年～2009年，一年辦理一期。2010～2015一年辦理三期。
- 2014年2月17日，勞委會職訓局隨勞委會改組成勞動部勞動力發展署後，北區職業訓練中心、泰山職業訓練中心、北基宜花金馬區就業服務中心整合成立勞動部勞動力發展署北基宜花金馬分署，泰山職訓中心改隸該分署並改隸屬為泰山職業訓練場。

### 歷任中心主任
- 陳重華：1981年7月
- 羅歐洲：1987年8月
- 黃惇勝：1998年1月
- 陳育俊：2001年10月
- 廖為仁：2005年11月
- 周丁安：2006年8月
- 黃春長：2009年8月（末任）

## 外部連結
- 勞動部勞動力發展署北基宜花金馬分署 - 泰山職業訓練場 （页面存档备份，存于）
- 勞動部勞動力發展署北基宜花金馬分署 （页面存档备份，存于）